# كليمنت غرينبيرغ
كليمنت غرينبيرغ (بالإنجليزية: Clement Greenberg )‏ (و. 1909 – 1994 م) هو جامع تحف، ومؤرخ الفن، وناقد فني، وصحفي أمريكي، ولد في ذا برونكس، وكان عضوًا في فاي بيتا كابا، توفي في نيويورك، عن عمر يناهز 85 عاماً.

## التعليم
تعلم في جامعة سيراكيوز، ورابطة طلاب الفن في نيويورك.

## روابط خارجية
- كليمنت غرينبيرغ على موقع الموسوعة البريطانية (الإنجليزية)
- كليمنت غرينبيرغ على موقع ديسكوغز (الإنجليزية)